# Mischotetrastichus danilovitschae
Mischotetrastichus danilovitschae är en stekelart som beskrevs av Kostjukov 2000. Mischotetrastichus danilovitschae ingår i släktet Mischotetrastichus och familjen finglanssteklar. Inga underarter finns listade i Catalogue of Life.